# Taller Casserras
El Taller Casserras és un taller de construcció de gegants fundat per l'escultor Manel Casserras i Boix a Solsona. Aquest va construir l'any 1959 les seves primeres figures al taller, una parella de gegantons per fer servir a les festes de Solsona. Després de la seva mort, el 1996, el seu fill, Manel Casserras i Solé conegut com a 'Manelet', va agafar el relleu de l'obrador i va continuar amb l'ofici familiar amb la construcció d'elements d'imatgeria festiva popular que han arribat, fins i tot, al Japó.
Actualment se n'encarrega la Teresa Casserras i Moreno, neta del fundador.